# Guichard d'Aubusson
Pour les autres membres de la famille, voir Famille d'Aubusson.
Guichard d'Aubusson (mort le 24 novembre 1497) est un ecclésiastique qui fut successivement évêque de Couserans, évêque de Cahors et évêque de Carcassonne de 1462 à 1497.

## Biographie
Guichard est issu d'une noble famille de La Marche issue de l'ancienne dynastie des vicomtes d'Aubusson. Il est le fils de Rainaud, seigneur du Monteil, puis de La Borne et de Marguerite de Comborn, le frère d'Antoine d'Aubusson, de Pierre d'Aubusson, grand maitre de l'ordre de Saint-Jean de Jérusalem et de Hugues d'Aubusson et Louis d'Aubusson, successivement évêques de Tulle.
Il est d'abord conseiller puis président au Parlement de Paris lorsqu'il est nommé évêque de Couserans en 1462. Il est transféré sur le siège de Cahors en 1475 mais par le pape Sixte IV avant qu'il n'ait pris possession du siège épiscopal le transfert en 1476 à Carcassonne où il entre en juillet 1477.
Il assiste de janvier à mars 1484 comme député de la sénéchaussée de Carcassonne aux États généraux qui se tiennent à Tours. En 1487, il autorise les Clarisses à quitter la cité épiscopale pour s'établir à Azillanet dans le diocèse de Narbonne. Leur couvent est ensuite dévolu aux Cordeliers.